# Радіна Карджилова
Радіна Карджилова (17 червня 1986, Софія, НРБ) — болгарська акторка театру і кіно.
У 2009 році закінчила Національну академію театрального та кіномистецтва імені Крастьо Сарафова.

## Вибіркова фільмографія
- Досьє Петрова (2015)
- ХІІа (2017)